# Свинарский, Конрад
Конрад Свинарский (пол. Konrad Swinarski, 4 июля 1929, Варшава — 19 августа 1975, под Дамаском) — польский театральный и оперный режиссёр, один из крупнейших мастеров национального театра.

## Биография
Учился живописи и театральному искусству в Катовице, Сопоте, Лодзи, Варшаве. Закончил учёбу в 1955, диплом получил в 1972. Среди его преподавателей были Владислав Стржеминский, Леон Шиллер, Эрвин Аксер.
В 1955—1957 годах работал в Берлине, был ассистентом Б. Брехта в татре «Берлинер ансамбль». В качестве художника работал в «Театр Вспулчесны» с Эрвином Аксером. С 1965 года в течение многих лет работал в Старом театре в Кракове. Ставил спектакли за рубежом. Погиб в авиакатастрофе чехословацкого Ил-62 под Дамаском.
Среди его учеников — Кристиан Лупа, оказал влияние на Гжегожа Яжину и др.

## Творчество

### Крупнейшие театральные постановки
- «Винтовки Терезы Каррар» Бертольта Брехта (1954, Teatr Nowej Warszawy)
- «Моряк» Ежи Шанявского (1955, Teatr im. Bogusławskiego w Kaliszu)
- «Трёхгрошовая опера» Б. Брехта (1958, «Вспулчесны»)
- «Вкус мёда» Шилы Дилэни (1959, Teatr Wybrzeże w Gdańsku)
- «Франк V» Ф. Дюрренматта (1962, Театр драматичны, Варшава)
- «Двенадцатая ночь» У. Шекспира (1963, Любек)
- Czarowna noc Славомира Мрожека (1964, «Вспулчесны»)
- Zabawa С. Мрожека (1964, «Вспулчесны»)
- «Клоп» В. Маяковского (1964, Западный Берлин — премия критики ФРГ)
- «Преследование и убийство Жан-Поля Марата, представленное актёрской труппой госпиталя в Шарантоне под руководством господина де Сада» Петера Вайса (1964, Западный Берлин — премия критики ФРГ)
- «Арден из Февершема», английский аноним (1965, Stary Teatr im. Modrzejewskiej w Krakowie)
- «Небожественная комедия» Зыгмунта Красинского (1965, Stary Teatr im. Modrzejewskiej w Krakowie)
- «Царь Эдип» Игоря Стравинского (1965, Teatr Wielki — Opera Narodowa w Warszawie)
- «Картотека» Тадеуша Ружевича (1965, Тель-Авив)
- «Войцек» Георга Бюхнера (1966, Stary Teatr im. Modrzejewskiej w Krakowie)
- «Служанки» Жана Жене (1966, Stary Teatr im. Modrzejewskiej w Krakowie)
- «Гамлет» У. Шекспира (1966, Тель-Авив)
- «Преследование и убийство Жан-Поля Марата, представленное актёрской труппой госпиталя в Шарантоне под руководством господина де Сада» Петера Вайса (1967, Teatr Ateneum im. Jaracza w Warszawie)
- «Ромул Великий» Ф. Дюрренматта (1967, Западный Берлин)
- «Фантазии» Юлиуша Словацкого (1967, Stary Teatr im. Modrzejewskiej w Krakowie)
- «Картотека» Ружевича (1967, Teatr TV)
- Mars i Flora Karola Kurpińskiego (1967, Teatr TV)
- «Вакханки» Ханса Вернера Хенце по Еврипиду (1968, Милан)
- «Клятва» Станислава Выспянскогоo (1968, Stary Teatr im. Modrzejewskiej w Krakowie)
- «Судьи» Выспянского (1968, Stary Teatr im. Modrzejewskiej w Krakowie)
- «Всё хорошо, что хорошо кончается» У. Шекспира (1969, Дюссельдорф; 1970, Хельсинки)
- «Моряк» Ежи Шанявского (1969, Москва)
- «Сон в летнюю ночь» У. Шекспира (1970, Stary Teatr im. Modrzejewskiej w Krakowie)
- «Дьявол из Лудена» Кшиштофа Пендерецкого (1970, Гамбург, Санта Фе)
- «Мария Стюарт» В. Хильдесхаймера (1970, Дюссельдорф)
- «Преследование и убийство Жан-Поля Марата, представленное актёрской труппой госпиталя в Шарантоне под руководством господина де Сада» Петера Вайса (1970, Анкара)
- «Клятва» Выспянского (1970, Teatr TV)
- Żegnaj, Judaszu Ireneusza Iredyńskiego (1971, Stary Teatr im. Modrzejewskiej w Krakowie)
- «Всё хорошо, что хорошо кончается» У. Шекспира (1971, Stary Teatr im. Modrzejewskiej w Krakowie)
- «Игра» Джеймса Саундерса (1971, Цюрих)
- «Эдуард II» Кристофера Марло (1972, Вена)
- «Ричард III» У. Шекспира (1972, Дармштадт)
- Дзяды Адама Мицкевича (1973, Stary Teatr im. Modrzejewskiej w Krakowie)
- «Сон в летнюю ночь» Шекспира (1973, Дармштадт)
- «Судьи. Трагедия», художественный фильм по драме Выспянского (1974 — первая премия за телевизионный фильм на КФ польского игрового кино в Гданьске)
- «Балкон» Ж. Жене (1974, Осло)
- «Освобождение» Выспянского (1974, Stary Teatr im. Modrzejewskiej w Krakowie)
- «Клоп» В. Маяковского (1975, Национальный театр в Варшаве — премия еженедельника Przyjaźń)

### Работы на телевидении
- «Убийцы» Эрнеста Хемингуэя (1955, Teatr TV)
- «Что тот солдат, что этот» Б. Брехта (1957, Teatr TV)
- Uczymy się myśleć od nowa, program składany (1959, Teatr TV)
- Do niedzieli nie daleko Barbary Witek-Swinarskiej (1959, Teatr TV)
- Преувеличение Агнешки Осецкой (1961, Teatr TV)
- Луна над Алабамой по Б. Брехту (1961, Teatr TV)
- Dobre uczynki Wojciecha Ozdoby Andrzeja Mularczyka (1961, Teatr TV)
- Historia od początku Jerzego Wittlina (1962, Teatr TV)
- Собака на сене Лопе де Веги (1962, Teatr TV)
- Przygoda pana Trapsa Ф. Дюрренматта (1965, Teatr TV)

## Награды и признание
- премия Леона Шиллера (1960)
- кавалерский крест Ордена Возрождения Польши (1974)
- золотой Крест Заслуги[5]
- Государственная премия ПНР 1-й степени (1974)
- другие награды.

## Память

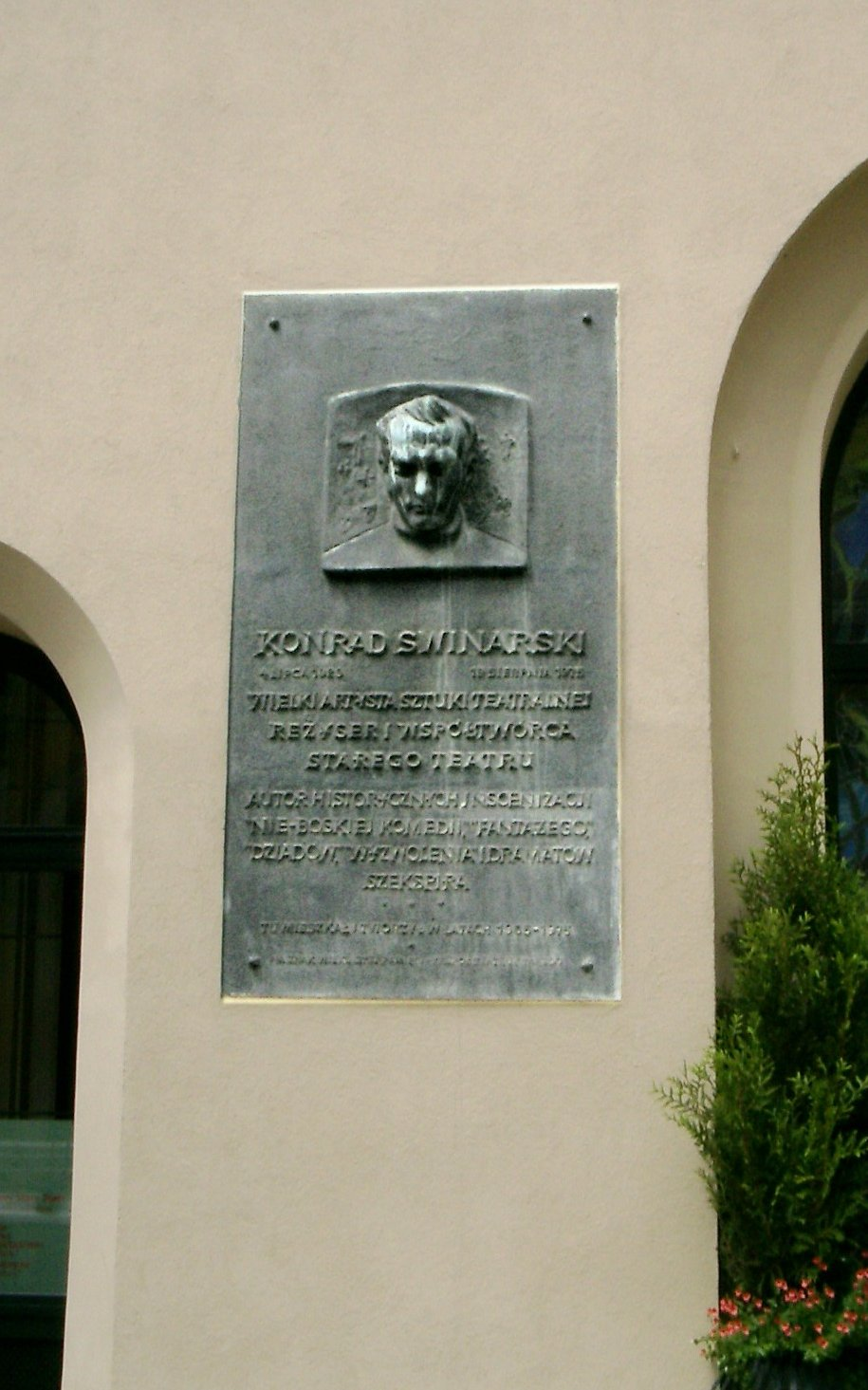
Памятная доска в честь Конрада Свинарского на Старом театре в Кракове

После гибели режиссёра редакция польского журнала Театр учредила премию его имени.